# Manuel Amechazurra Guazo
Manuel Amechazurra Guazo (Negros, Filipines, 1884 - Barcelona, 13 de febrer de 1965) fou un futbolista hispano-filipí establert a Catalunya dels anys 1900 i 1910.

## Trajectòria
Era conegut com l'Aventurer i Amecha. Manuel Amechazurra jugava a la posició de defensa. Originari de les Filipines, de jove s'establí a Barcelona. Començà a jugar a futbol al FC Irish el 1902. L'any 1906 fitxà pel FC Barcelona. El 1908 marxà a Anglaterra on jugà per diversos clubs del país. A Anglaterra aprengué les tècniques i tàctiques més modernes, que transportà a Barcelona quan retornà el 1909. Tornà a marxar breument al Irún Sporting Club. Aquest viatges freqüents van fer que fos conegut entre els seus companys amb el sobrenom de l'aventurer. Jugà al FC Barcelona fins al 1915, quasi una dècada amb les breus excepcions dels seus viatges. Disputà un total de 137 partits al primer equip i marcà 20 gols. Fou capità de l'equip durant cinc anys. Guanyà quatre campionats de Catalunya, tres d'Espanya i quatre del Pirineus.
És considerat com el primer professional encobert del club en una època en què el futbol era amateur. Cobrava 300 pessetes disfressades a canvi d'ensenyar anglès a alguns directius, malgrat l'oposició de Joan Gamper. Pocs mesos després, jugadors com Irízar o Alfred Massana també començaren a cobrar de forma disfressada.
Jugà diversos partits amb la selecció catalana de futbol entre 1910 i 1912.
Fou vocal del club entre 1907 i 1908. Un cop retirat també es dedicà a l'arbitratge.

## Palmarès
FC Barcelona
- Campionat de Catalunya: 4
  - 1908-1909, 1909-1910, 1910-1911, 1912-1913
- Copa d'Espanya: 3
  - 1909-1910, 1911-1912, 1912-1913
- Copa dels Pirineus: 4
  - 1910, 1911, 1912, 1913